# Droga słuchowa
Droga słuchowa zawiera włókna dośrodkowe (aferentne), jak i odśrodkowe (eferentne).

## Droga słuchowa dośrodkowa – wstępująca
Charakterystycznym dla drogi słuchowej dośrodkowej jest zachowanie na każdym jej etapie, projekcji tonotopowej, która jest odzwierciedleniem analizy częstotliwościowej dokonującej się na poziomie ślimaka. Począwszy od jąder ślimakowych występuje wielokrotne krzyżowanie się włókien nerwowych drogi słuchowej, co umożliwia obustronny odbiór informacji dźwiękowej.

### Pierwszy neuron
Pierwsze neurony drogi słuchowej, neurony dwubiegunowe, znajdują się w zwoju spiralnym ślimaka, znajdującym się w kanale Rosenthala (kanale spiralnym wrzecionka). Ich dendryty dochodzą do komórek słuchowych (rzęsatych).
Wyróżniamy dwa typy neuronów:
- typ I – duże zmielinizowane neurony dwubiegunowe łączące się z komórkami słuchowymi wewnętrznymi w (narządzie Cortiego), stanowią około 90–95% wszystkich neuronów aferentnych
- typ II – mniejsze, niezmienilizowane, pseudojednobiegunowe, łączą się z komórkami słuchowymi zewnętrznymi

Neuromediatorem w synapsie aferentnej jest kwas glutaminowy.
Aksony tworzą nerw ślimakowy ułożony w przednio-dolnej części przewodu słuchowego wewnętrznego. Nerw zbudowany jest z około 30 tys. włókien zmienilizowanych. Włókna z zakrętu podstawnego ślimaka tworzą część obwodową nerwu, a z zakrętu szczytowego układają się w centrum (tzw. zachowanie organizacji tonotopowej). Nerw ślimakowy będąc składnikiem nerwu przedsionkowo-ślimakowego, leży w przewodzie słuchowym wewnętrzny wraz z nerwem twarzowym, nerwem pośrednim, tętnicą błędnikową i żyłami błędnikowymi. Po jego opuszczeniu wnika do mózgowia w kącie mostowo-móżdżkowym.

### Drugi neuron
Przełączenie na drugi neuron następuje w jądrach ślimakowych (przednie i tylne) zlokalizowanych na granicy mostu i rdzenia przedłużonego. W jądrze ślimakowym przednim jeden akson dociera do jednej komórki zwojowej, w tylnym jeden akson łączy się z kilkoma komórkami jądra. Również na tym etapie zostaje zachowana organizacja tonotopowa. Zakrętowi podstawnemu ślimaka odpowiadają komórki położone grzbietowo, a zakrętowi szczytowemu komórki zlokalizowane brzusznie. Do tego poziomu droga słuchowa pozostaje nieskrzyżowana.
Aksony jąder ślimakowych tworzą trzy prążki ślimakowe: przedni, pośredni i tylny. Wychodzące z jądra przedniego (dawna nazwa brzusznego) tworzą prążek przedni, którego włókna nerwowe biegną do jąder górnych oliwki po drugiej stronie mostu przechodząc po drodze przez ciało czworoboczne. Dalej z jąder górnych oliwki aksony tworzą wstęgę boczną biegnącą przez dwa jądra wstęgi bocznej do wzgórków dolnych śródmózgowia.
Aksony neuronów wychodzących z jądra tylnego (dawna nazwa grzbietowe) tworzą prążek tylny, przechodzą na drugą stronę mostu i wnikają do wstęgi bocznej.
Wstęga boczna po opuszczeniu wzgórków dolnych śródmózgowia biegnie do ciała kolankowatego przyśrodkowego (zawzgórze).
Wszystkie składowe trzeciego neuronu (jądra oliwki górnej, wstęga boczna i wzgórek dolny) stanowią o obuusznym słyszeniu i lokalizacji dźwięków.

### Czwarty neuron i ośrodki korowe
W jądrze ciała kolankowatego przyśrodkowego dochodzi do przełączenia na czwarty neuron drogi słuchowej. Wypustki jądra przechodzą przez część podsoczewkową torebki wewnętrznej, tworzą promienistość słuchową, docierającą do warstwy IV pierwszorzędowego ośrodka korowego słuchu, znajdującego się w zakrętach poprzecznych Heschla, w tylno-górnej części zakrętu skroniowego górnego (pola 41, 42 według Brodmanna). Tutaj również zachowana jest projekcja tonotopowa. Zakrętowi szczytowemu ślimaka odpowiada tylna część pola korowego, zakrętowi podstawnemu przednia część.
Z komórek warstwy IV rozchodzą się połączenia do komórek warstwy III, skąd wychodzą dalej do drugorzędowego ośrodka słuchu (kojarzeniowego) i do strony przeciwnej przez ciało modzelowate.
Drugorzędowy ośrodek słuchu leży w dolnej części zakrętu skroniowego. Zachowana w nim projekcja tonotopowa ma układ odwrotny do ośrodka pierwszorzędowego.